# Needlz
Needlz, a właściwie Khari Cain (ur. 19 kwietnia 1978 w Lansing, stanie Michigan) – amerykański producent hip-hopowy.
Współpracował między innymi z The Game'em, Fabolousem, zespołem G-Unit, Ludacrisem, 50 Centem, Talibem Kwelim, Lupe Fiasco, Swizz Beatzem, Drakiem, Rakimem czy Jadakissem.